# 周季麟
周季麟（1445年—1519年），字公瑞，號南山，江西南昌府寧州人，明朝政治人物。成化壬辰進士，官至甘肅巡撫。

## 生平
成化七年辛卯科江西鄉試第八名舉人。成化八年（1472年）壬辰科進士。授兵部主事，再陞郎中。弘治三年（1490年）七月升浙江左参政，八年九月升河南右布政使，九年八月升本司左布政，十年十二月官至右副都御史、巡撫甘肅。十三年五月改任陕西巡抚，十七年五月改巡抚顺天等府。正德初得罪權閹劉瑾，三年（1508年）六月被免職为民，罚米千石输邉。劉瑾伏誅，恢復官職。正德十三年十二月（1519年1月）卒。著有《南山集》。

## 家族
曾祖周瑾，金場大使；祖父周銘；父周叔襄。有弟周季鳳，官至南京刑部侍郎。有子周让、周讷、周训。